# Roberto Ferrari (tornász)
Roberto Ferrari   (1890. december 8. – 1954. szeptember 27.) olimpiai bajnok olasz tornász.
Az első világháború után részt vett az 1920. évi nyári olimpiai játékokon Antwerpenban, mint tornász. Európai rendszerű csapat versenyben aranyérmes lett.